# Bướm phượng cánh kiếm
Bướm phượng cánh kiếm hay bướm cánh phượng kiếm, bướm đuôi kiếm xanh tên khoa học là Graphium antiphates, tên khác là Pathysa antiphates, là loài bướm có kích thước trung bình, chiều rộng sải cánh 80-95mm. Cánh con đực và con cái có kích thước giống nhau, màu trắng vàng, có nhiều vạch đen. Mặt trên của cánh trước có 7 vạch đen, vạch thứ 2 kéo dài tới giữa cánh và các vạch cánh còn lại kéo dài khoảng 1/5 cánh. Cánh sau có đuôi dài dạng kiếm. Mép cánh và kiếm có màu đen. Mặt trên của cánh sau màu trắng vàng với nhiều vết và chấm đen.
Loài này thường thấy ở bìa rừng, ven suối và nơi ẩm ướt.
Giá trị làm cảnh và nghiên cứu khoa học, bảo tồn nguồn gien.

## Tình trạng bảo tồn và phân bổ
- Thế giới: Ấn Độ, Nam Trung Quốc
- Việt Nam: phân bố nhiều ở miền nam, có nhiều ở các tỉnh có núi rừng, nhưng càng ngày càng hiếm do tình trạng phá rừng làm mất cân bằng môi trường sinh thái. Loài này đã được nuôi thành công bởi khoa sinh học trường đại học khoa học tự nhiên tphcm.

## Hình ảnh

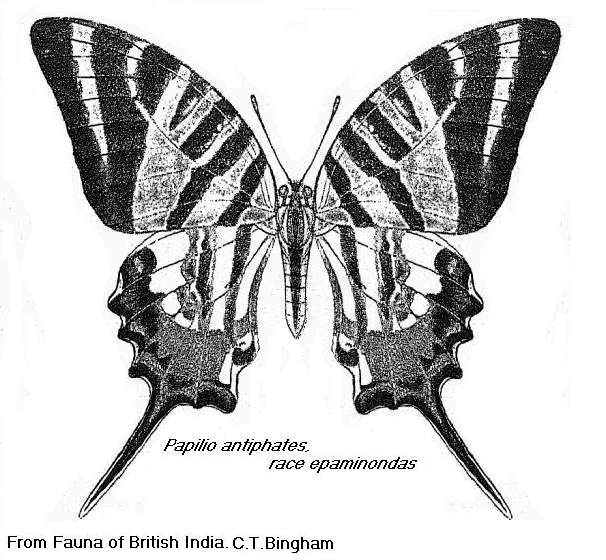
Graphium epaminondas. Earlier considered as a subspecies, ie G. antiphates epaminondas
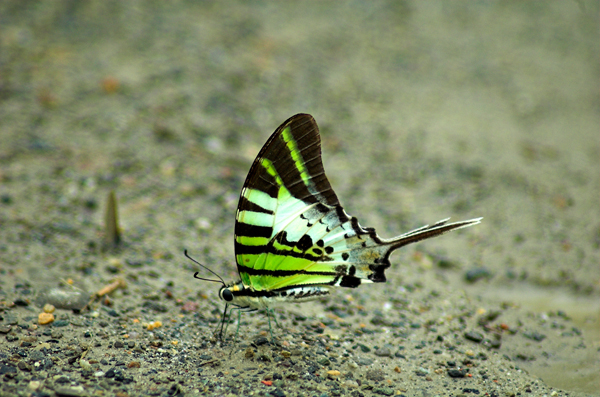
Mudpuddling Fivebar Swordtail (Pathysa antiphates). Taken by Arif Siddiqui